# Orłanci
Orłanci (maced. Орланци) – wieś w północnej Macedonii Północnej, niedaleko stolicy tego kraju – Skopje.
Osada wchodzi w skład gminy Araczinowo.
Według stanu na 2002 rok wieś liczyła 829 mieszkańców.